# Antero Henrique
Antero José Gomes Ressureição Henrique, né le 7 avril 1968 à Vinhais (Portugal), est un directeur sportif de clubs de football et ancien vice-président du FC Porto.

## Biographie

### FC Porto (1990-2016)
Arrivé en 1990 au FC Porto comme employé administratif, il est ensuite devenu auteur pour la revue officielle avant d’en devenir responsable puis attaché de presse et, ultérieurement, directeur des relations extérieures.
Il y occupe le poste de directeur sportif à partir de 2005.

### Paris Saint-Germain (2017-2019)
Le 2 juin 2017, il est nommé directeur sportif du Paris Saint-Germain par le président Nasser Al-Khelaïfi. Il quitte le club le 14 juin 2019 .

### Ligue du football du Qatar (depuis 2022)
Antero Henrique devient directeur sportif de la Fédération du Qatar de football en mars 2022. En décembre 2022, il tente de convaincre sans succès Cristiano Ronaldo de signer au Qatar. 

## Palmarès

### Palmarès en tant que dirigeant

#### Football
|  |  | FC Porto - Primeira Liga - Champion : 2006, 2007, 2008, 2009, 2011, 2012 et 2013 - Coupe du Portugal - Vainqueur : 2006, 2009, 2010 et 2011 - Supercoupe du Portugal - Vainqueur : 2006, 2009, 2010, 2011, 2012 et 2013 - Ligue Europa - Vainqueur : 2011 |  |  | Paris Saint-Germain - Ligue 1 - Champion : 2018 et 2019 - Coupe de France - Vainqueur : 2018 - Coupe de la Ligue - Vainqueur : 2018 - Trophée des champions - Vainqueur : 2017 et 2018 |